# Spich (Overath)
Spich ist ein Ortsteil von Overath im Rheinisch-Bergischen Kreis in Nordrhein-Westfalen, Deutschland.

## Lage und Beschreibung
Der kleine, landwirtschaftlich geprägte Weiler Spich befindet sich im Aggertal an der Bundesstraße 484 (hier Siegburger Straße genannt) und der Bahnstrecke Köln-Kalk–Overath. In der Nähe liegen die Ortschaften Brambach, Gut Eichthal, Cyriax und Broich. Der Name Spich  bezieht sich auf die geographische Bezeichnung für eine Wasseransammlung (Wasserspeicher).

## Geschichte
Der Ort ist auf der Topographischen Aufnahme der Rheinlande von 1817 als Spich verzeichnet. Die Preußische Uraufnahme von 1845 zeigt den Wohnplatz ebenso unter dem Namen Spich. Ab der Preußischen Neuaufnahme von 1892 ist der Ort auf Messtischblättern regelmäßig als Spich verzeichnet.
1822 lebten elf Menschen im als Haus kategorisierten Ort, der nach dem Zusammenbruch der napoleonischen Administration und deren Ablösung zur Bürgermeisterei Overath im Kreis Mülheim am Rhein gehörte. Für das Jahr 1830 wird der als Spich bezeichneten Ort weiterhin als (Einzel-)Haus angegeben. Der 1845 laut der Uebersicht des Regierungs-Bezirks Cöln als Hof kategorisierte Ort besaß zu dieser Zeit zwei Wohngebäude mit 15 Einwohnern, alle katholischen Bekenntnisses. Die Gemeinde- und Gutbezirksstatistik der Rheinprovinz führt Spich 1871 mit drei Wohnhäusern und 22 Einwohnern auf. Im Gemeindelexikon für die Provinz Rheinland von 1888 werden für Spich drei Wohnhäuser mit 17 Einwohnern angegeben. 1895 besitzt der Ort drei Wohnhäuser mit zwölf Einwohnern, 1905 werden drei Wohnhäuser und zehn Einwohner angegeben.